# Мацудайра Киёясу
Мацудайра Киёясу (松平 清康?, 28 сентября 1511 — 29 декабря 1536) — японский самурай периода Сэнгоку («Воюющих провинций», 1467—1568 гг.). 7-й глава рода Мацудайра (1523—1536) и правитель провинции Микава (ныне часть префектуры Айти).

## Биография
Родился в 1511 года в замке Андзё (ныне город Андзё, рядом с Окадзаки), которая тогда была резиденцией рода Мацудайра. Старший сын и преемник Мацудайра Нобутады (1490—1531), 6-го главы рода Мацудайра (1505—1523).
В 1523 году после отречения от власти своего отца Нобутады 12-летний Мацудайра Киёясу стал седьмым главой клана Мацудайра. Это было время междоусобной борьбы за власть между многочисленными владетельными даймё Японии. В 1524 году Киёясу разгромил Ниси-го Дандзё Саэмон Нобудзанэ (правнука основателя Окадзаки, Цугиёри) и захватил замок Окадзаки, куда перенес свою резиденцию.
Весной 1529 года Мацудайра Киёясу подчинил своей власти северную часть провинции Микава. Осенью того же года он отправил 7-тысячное войско в поход на соседнюю провинцию Овари, которая принадлежала рода Ода.
В декабре 1535 года, в разгар войны с даймё Овари Ода Нобухидэ, 25-летний Киёясу был предательски убит одним из своих вассалов, Абэ Масатоё. Новым главой рода Мацудайра стал его 9-летний сын Мацудайра Хиротада (1535—1549).
В замке Окадзаки Мацудайра Киёясу построил два буддийских храма и синтоистское святилище, которые сохранились до наших дней.
В 1562 году Токугава Иэясу воздвиг поминальный храм в честь своего деда Киёясу, где были захоронены останки самого Киёясу.